# Barry Flanagan
Barry Flanagan (Prestatyn, 11 gennaio 1941 – Santa Eulalia del Río, 31 agosto 2009) è stato uno scultore britannico, conosciuto per le sue sculture di bronzo raffiguranti conigli.

## Galleria d'immagini

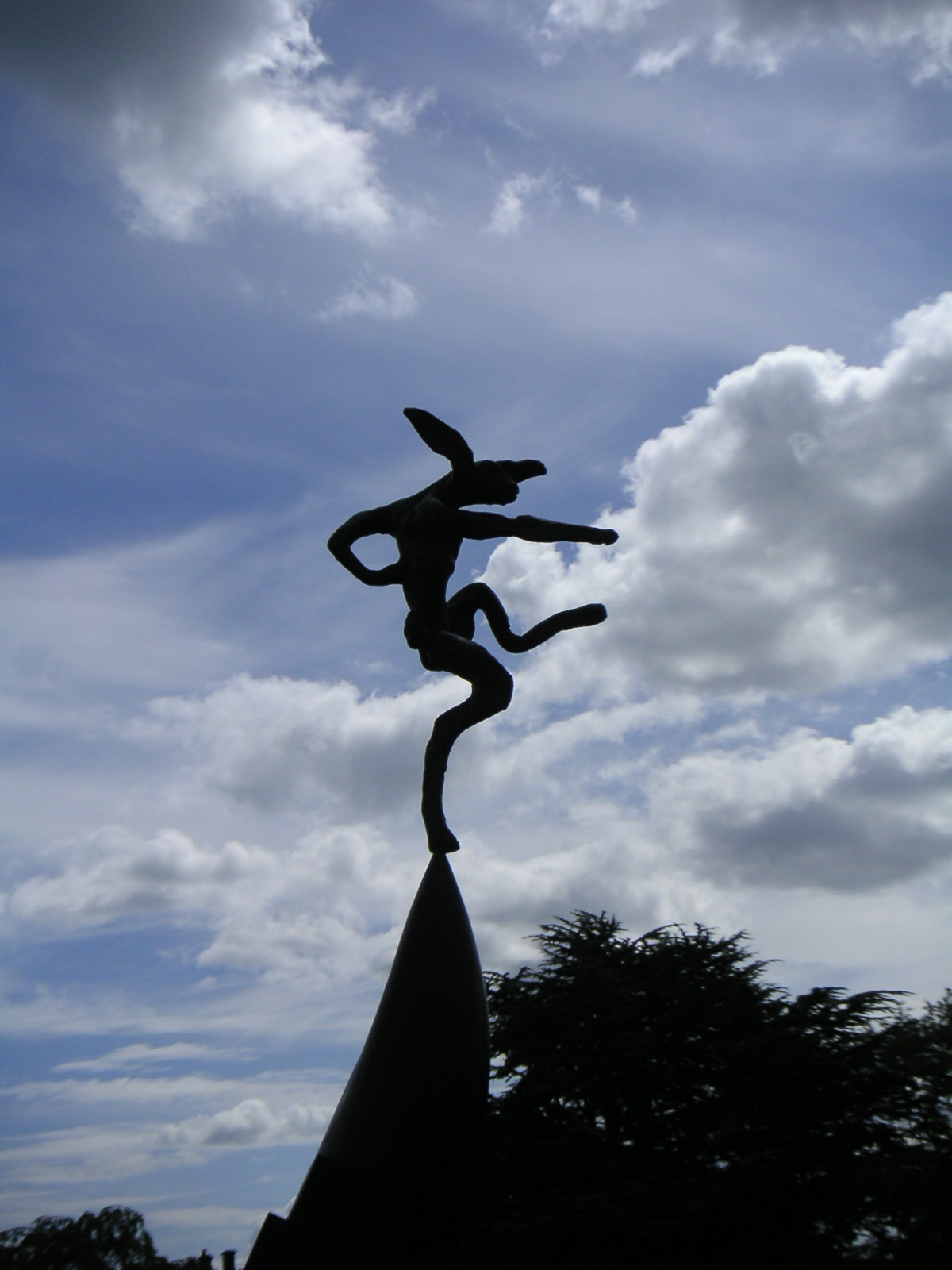
Yorkshire Sculpture Park (Inghilterra)
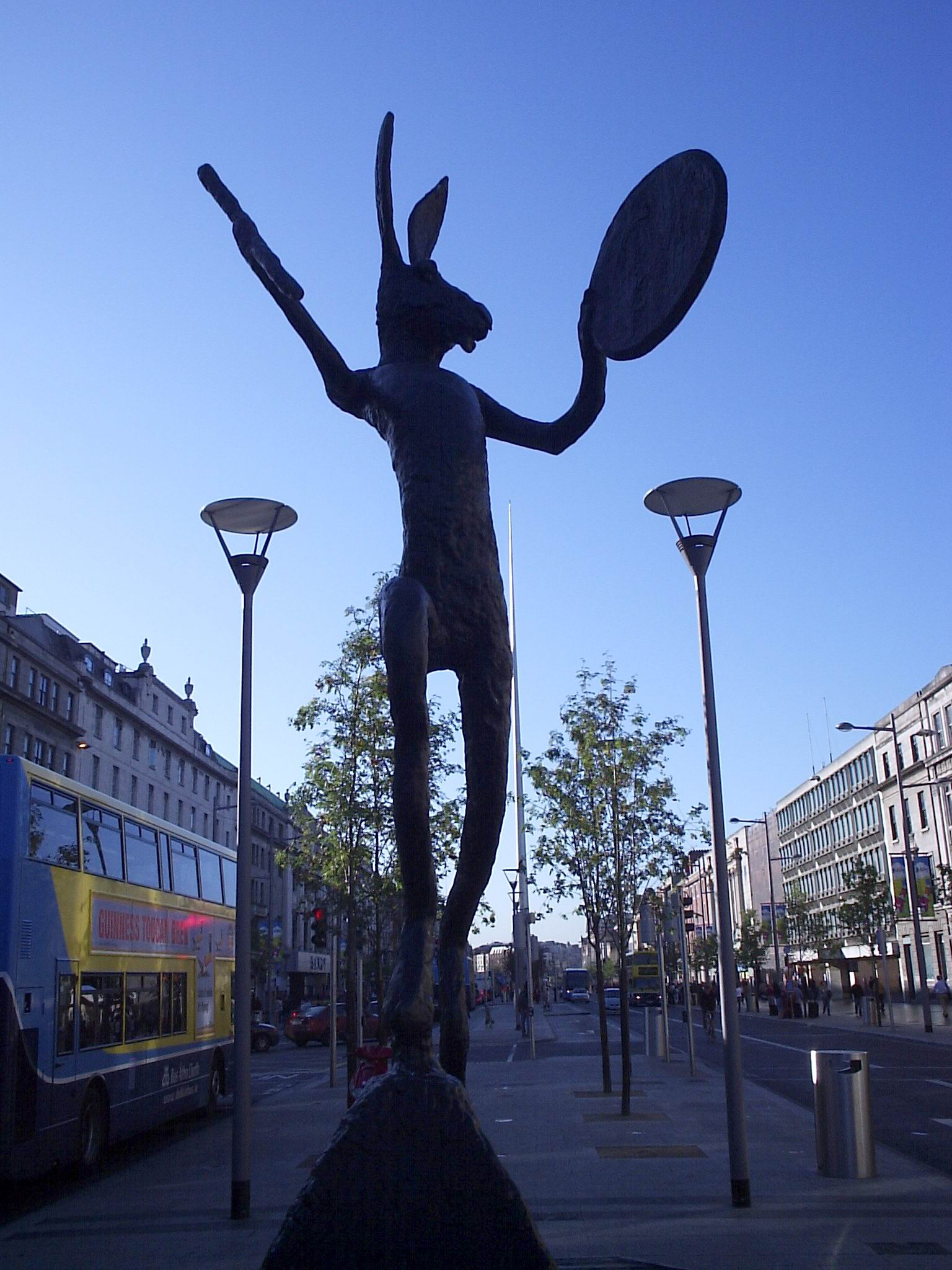
Dublino (Irlanda)
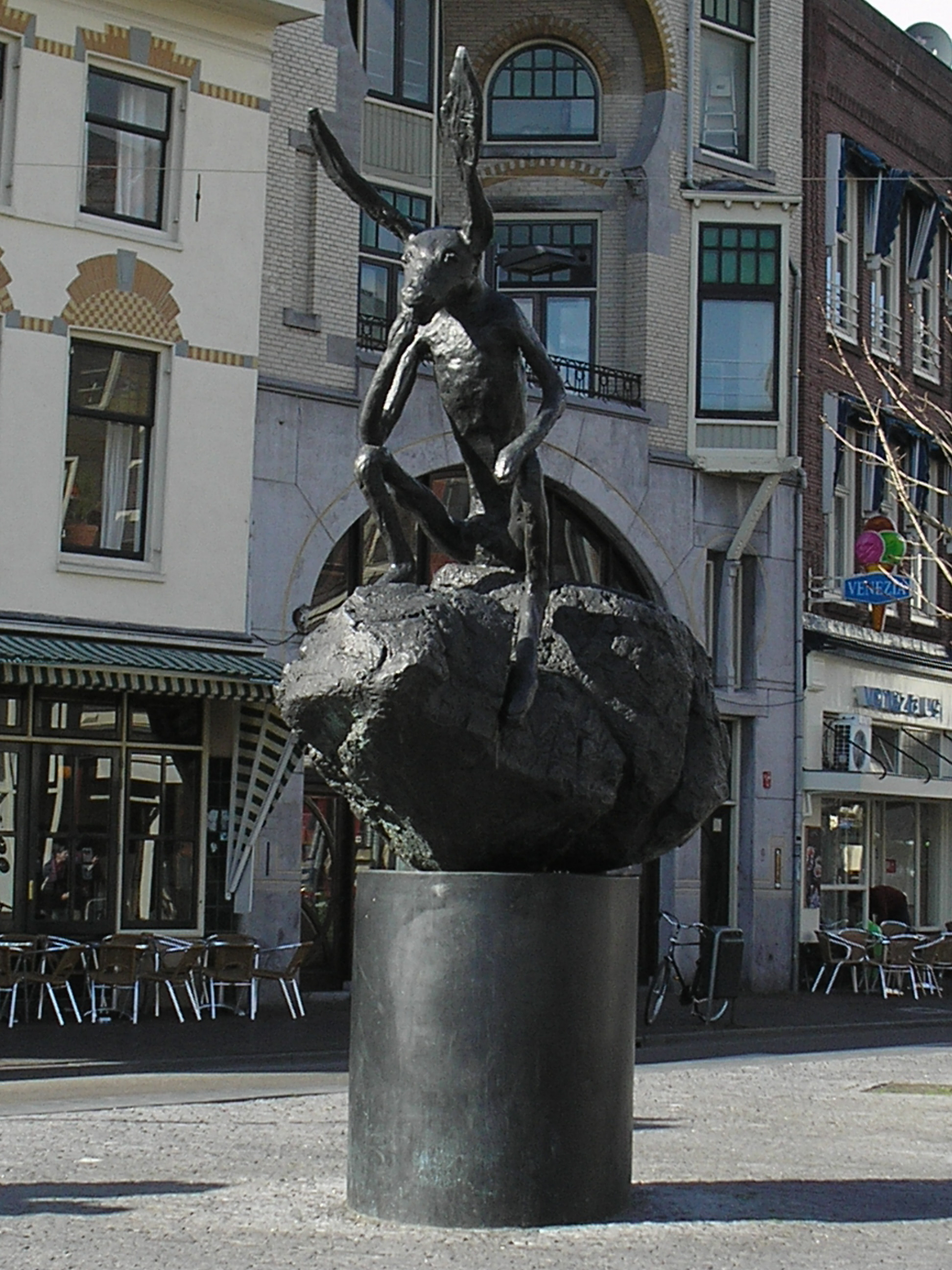
Utrecht (Paesi Bassi)